# Ademola Lookman
Ademola Lookman Olajade Alade Aylola Lookman (* 20. října 1997 Londýn) je nigerijský profesionální fotbalista anglického původu, který hraje na pozici křídelníka za italský klub Atalanta BC a za nigerijský národní tým.

## Klubová kariéra

### Charlton Athletic
Lookman se v roce 2013 připojil k akademii týmu Charlton Athletic FC. Svůj profesionální debut odehrál za první tým Charltonu v utkání Championship proti týmu Milton Keynes Dons FC. Svůj první gól v profesionální kariéře vstřelil o měsíc později, 2. prosince 2015 v ligovém utkání proti celku Brighton & Hove Albion. Již o deset dní později vstřelil dva góly v zápase Boltonu Wanderers. V této sezóně jeho klub skončil na 22. místě a sestoupil do EFL League One.
V sezóně 2016/17 nastoupil Lookman ve třetí anglické lize ke 23 zápasům, v nichž vstřelil 5 gólů a přidal 2 asistence.

### Everton
Po úspěšné půlsezoně v League One přestoupil 5. ledna 2017 do prvoligovému týmu Everton, a to za částku 8,8 milionů eur. V klubu podepsal smlouvu na 4 a půl roku. Svůj debut za Everton odehrál 15. ledna v ligovém utkání proti Manchesteru City, ve kterém svým premiérovým gólem v novém klubu přispěl k výhře 4:0. Tento gól se stal také jeho jediným gól v Premier League během pobytu v Evertonu.
27. července 2017 nastoupil v kvalifikaci Evropská liga UEFA proti slovenskému klubu MFK Ružomberok.

#### RB Leipzig (hostování)
31. ledna 2018 odešel Lookman ne hostování do německého klubu RB Leipzig, a to do konce sezony 2017/18). Svůj debut za Lipsko odehrál 3. února v ligovém utkání proti Borussii Mönchengladbach, ve kterém vstřelil také první gól za RB Leipzig. 5. května 2018 vstřelil dva góly proti Wolfsburgu, o týden později pak v utkání proti Herthě Berlín vstřelil gól a přidal 2 asistence. Hostování ukončil s celkovou bilancí 11 utkání, 5 gólů a 4 asistence.

### RB Leipzig
Po další sezoně v Evertonu se 25. července 2019 do Lipska vrátil, když ho saský klub koupil za 18 milionů eur. Ke svému debutu po návratu do Německa nastoupil 25. srpna v ligovém utkání proti Eintrachtu Frankfurt. Během celé sezóny nastoupil celkem k 11 bundesligovým utkáním a k 1 utkání v Lize mistrů UEFA, ve kterých však nevstřelil žádný gól ani si nepřipsal asistenci.

#### Fulham (hostování)
Po nepovedené sezoně v Lipsku odešel Lookman na jednosezonní hostování do londýnského týmu Fulham FC. Svůj debut za Fulham odehrál 1. října 2020 v utkání EFL Cupu proti týmu Brentford FC. 18. října vstřelil svůj první gól za Fulham, a to v ligovém utkání proti Sheffieldu United. O pár týdnů později proslul nechvalně, když se v derby proti West Hamu v 98. minutě ujal penalty, kterou mohl vyrovnat skóre, ale svůj odvážný pokus o vršovický dloubák spektakulárně pokazil.

#### Leicester (hostování)
V dalším ročníku hostoval Lookman v Leicesteru City, kde nastoupil v 26 zápasech a vstřelil 6 gólů.

### Atalanta
Po vypršení smlouvy v Lipsku odešel Lookman do italského klubu Atalanta (Bergamo). Zde se mu začalo více dařit a zlatým písmem se do historie klubu zapsal 22. května 2024, kdy hattrickem ve finále Evropské ligy proti Leverkusenu dovedl Atalantu k historicky prvnímu titulu vítěze EL.

## Reprezentační kariéra
Lookman reprezentoval Anglii v několika mládežnických kategoriích. V roce 2016 odehrál 3 ze 4 utkání své reprezentace na Mistrovství Evropy do 19 let. O rok později se stal s anglickým výběrem Mistrem světa do 20 let. Na turnaji nastoupil k 6 ze 7 zápasů své reprezentace. Vstřelil dva góly v osmifinálovém utkání proti Kostarice a také jeden gól v semifinále proti Itálii. Mezi dospělými od roku 2022 reprezentuje Nigérii, odkud pocházejí jeho předkové.

## Úspěchy a ocenění

### Individuální
- Africký fotbalista roku 2024

### Reprezentační
- Mistrovství světa do 20 let: 2017